# Raviscanina
Raviscanina là một đô thị ở tỉnh Caserta trong vùng Campania của Ý, có vị trí cách khoảng 60 km về phía bắc của Napoli và khoảng 35 km về phía bắc của Caserta. Tại thời điểm ngày 31 tháng 12 năm 2004, đô thị này có dân số 1.367 người và diện tích là 24,5 km².
Raviscanina giáp các đô thị: Ailano, Pietravairano, Prata Sannita, Sant'Angelo d'Alife, Vairano Patenora, Valle Agricola.